# Associazione Calcio Pieris 1942-1943
Questa voce raccoglie le informazioni riguardanti l'Associazione Calcio Pieris nelle competizioni ufficiali della stagione 1942-1943.

## Rosa
| N. |                   | Ruolo | Calciatore      |
| -- | ----------------- | ----- | --------------- |
|    | Italia (bandiera) | A     | E. Bergamasco   |
|    | Italia (bandiera) | A     | M. Bertolini    |
|    | Italia (bandiera) | A     | G. Brumat       |
|    | Italia (bandiera) | C     | Mario Burlini   |
|    | Italia (bandiera) | D     | N. Cavattoni    |
|    | Italia (bandiera) | A     | I. Clemente     |
|    | Italia (bandiera) | C     | Edgardo Colussi |
|    | Italia (bandiera) | D     | B. Cremona      |

| N. |                   | Ruolo | Calciatore       |
| -- | ----------------- | ----- | ---------------- |
|    | Italia (bandiera) | A     | Aulo Fogar       |
|    | Italia (bandiera) | P     | L. Luciani       |
|    | Italia (bandiera) | C     | Bruno Maran      |
|    | Italia (bandiera) | P     | G. Nonis         |
|    | Italia (bandiera) | D     | F. Puntin        |
|    | Italia (bandiera) | C     | Martino Russi    |
|    | Italia (bandiera) | A     | Alvise Spanghero |
|    | Italia (bandiera) | C     | Luigi Spanghero  |